# Edward Malec
Edward Józef Malec (ur. 18 marca 1954 w Oleśnicy) – profesor nauk medycznych, polski kardiochirurg i chirurg dziecięcy, profesor Westfalische Wilhelms Universität Münster, kierownik Kliniki Kardiochirurgii Dziecięcej, Chirurgii Wad Wrodzonych Serca Universitätsklinikum Münster. 2 listopada 2016 powołany został na stanowisko profesora wizytującego na Państwowym Uniwersytecie Medycznym w Odessie, gdzie 21 grudnia 2017 roku został mu przyznany tytuł doktora honoris causa za wkład w rozwój kardiochirurgii dziecięcej na świecie.
Od 2023 po przejściu w 2022 na emeryturę w Niemczech podjął pracę pod kierownictwem profesor Katarzyny Januszewskiej w Klinice Kardiochirurgii Instytutu Centrum Zdrowia Dziecka w Łodzi.

## Życiorys
Edward Malec jest absolwentem Akademii Medycznej w Krakowie (1979), studia medyczne ukończył z wyróżnieniem, posiada specjalizację z zakresu chirurgii dziecięcej i kardiochirurgii. Swoje umiejętności doskonalił w prestiżowych ośrodkach medycznych w Europie i Stanach Zjednoczonych Ameryki (Aldo Castaneda Instytut Clinique de Genolier, Children’s Hospital of Philadelphia, Boston Children’s Hospital, Children’s National Heart Institute Washington).
Członek licznych Towarzystw Naukowych. Wykonał ponad 8000 skomplikowanych zabiegów kardiochirurgicznych u dzieci z wadami serca, operując małych pacjentów w Polsce, Kazachstanie, Stanach Zjednoczonych, Słowacji, Norwegii, Niemczech oraz Szwajcarii. Konsultant w ośrodkach kardiochirurgii dziecięcej na Ukrainie i Białorusi. Podejmuje się korekcji najbardziej złożonych wad serca, wykonując również operacje metodą Fontana u dzieci z różnymi postaciami serca jednokomorowego. Jest autorem unikalnej operacji u dziecka z ekstremalną noworodkową postacią zespołu Ebsteina. Pod jego kierunkiem 8 osób uzyskało stopień doktora nauk medycznych, 2 osoby stopień doktora habilitowanego, wykształcił 5 specjalistów w zakresie kardiochirurgii dziecięcej. Autor licznych publikacji naukowych, członek zespołów redakcyjnych, recenzent wielu prestiżowych pism. Z jego inicjatywy powstał pierwszy w Europie, tak obszerny podręcznik, kierowany bezpośrednio do rodziców – „Dziecko z wadą serca”.
W 1983 objął stanowisko asystenta, a w 1987 adiunkta Kliniki Kardiochirurgii Dziecięcej w Krakowie. W 1997 objął stanowisko kierownika Kliniki Kardiochirurgii Dziecięcej ówczesnego Polsko-Amerykańskiego Instytutu Pediatrii Uniwersytetu Jagiellońskiego. Klinika pod jego kierownictwem otrzymała certyfikat zarządzania jakością ISO – w dziedzinie leczenia dzieci z wrodzonymi wadami serca, prowadzeniu badań naukowych, działalności dydaktycznej dla studentów i lekarzy. W latach 2000–2007 pełnił funkcję Wicedyrektora Polsko-Amerykańskiego Instytutu Pediatrii w Krakowie, oraz Kierownika Katedry Chirurgii Pediatrycznej Uniwersytetu Jagiellońskiego. Podczas swojej pracy w krakowskiej Klinice, jako pierwszy w Polsce zastosował mechaniczne wspomaganie krążenia i pozaustrojowe utlenowanie krwi (ECMO) u dziecka po operacji serca, oraz przeprowadził z sukcesem operację u dziecka z zespołem niedorozwoju lewego serca (HLHS) zapoczątkowując tym samym program leczenia tej wady w Polsce. Dał się poznać nie tylko jako wybitny specjalista, ale również lekarz bezwzględnie oddany pacjentom, walcząc przez wiele godzin, przy pomocy sztucznego płuco-serca o życie nastoletniej dziewczyny, u której doszło do kilkunastogodzinnego toksycznego zatrzymania serca. Była to prawdopodobnie pierwsza tego typu na świecie, wykonana w takich okolicznościach procedura ratująca życie.
Po wyjeździe z Polski z powodu konfliktu z kolegami w latach 2007–2013 kierował Kliniką Kardiochirurgii Dziecięcej Uniwersytetu Ludwika i Maksymiliana w Monachium, operując w tym czasie dzieci z różnych krajów Europy, w tym ponad 340 małych pacjentów z Polski. Wykonywał transplantacje serca oraz serca i płuc u dzieci i dorosłych z wadami serca, oraz zabiegi implantacji sztucznych komór wspomagających pracę mięśnia sercowego. Kierował licznymi programami badawczymi, mającymi na celu rozwój kardiochirurgii dziecięcej.
Od stycznia 2013 kieruje Uniwersytecką Kliniką Kardiochirurgii Dziecięcej, Chirurgii Wad Wrodzonych Serca (Universitätsklinikum Münster) Westfalskiego Uniwersytetu Wilhelma w Münster, gdzie z powodzeniem podejmuje się korekcji najbardziej złożonych wad serca, oraz przeszczepienia serca, a także serca i płuc u dzieci i dorosłych dotkniętych wadami i chorobami układu krążenia. Podczas swojej pracy w Niemczech zoperował już prawie 1000 polskich dzieci. 

## Nagrody i odznaczenia
Poza nagrodami indywidualnymi, między innymi Nagrodą Ministra Edukacji Narodowej i Sportu za „Wprowadzenie nowatorskiej metody kardiochirurgicznej leczenia zespołu niedorozwoju lewego serca” zespół lekarzy pod kierownictwem prof. Edwarda Malca zdobył liczne nagrody i wyróżnienia za pracę na rzecz rozwoju kardiochirurgii dziecięcej, a w 2002 uhonorowany został Nagrodą Europejskiego Towarzystwa Torakokardiochirurgów (Congenital Heart Surgery Award). W rankingu szpitali tygodnika Newsweek kierowana przez niego Klinika Kardiochirurgii Dziecięcej zajmowała pierwsze miejsce. Laureat prestiżowej statuetki „Misja Zdrowia” w kategorii Naukowiec. Przez czasopismo Focus trzykrotnie uznany za jednego z najlepszych lekarzy w Niemczech. W 2013 przez prezydenta Rzeczypospolitej Polskiej Bronisława Komorowskiego odznaczony Krzyżem Oficerskim Orderu Odrodzenia Polski za „Wybitne osiągnięcia w dziedzinie kardiochirurgii dziecięcej oraz niesienie specjalistycznej pomocy polskim dzieciom”. W 2014 roku Minister Spraw Zagranicznych Radosław Sikorski nadał Edwardowi Malcowi Odznakę Honorową „Bene merito” za działalność, która istotnie wzmacnia pozycję Polski na arenie międzynarodowej. Najważniejszym wyróżnieniem E. Malca jest jednak Order Uśmiechu, który przyznały mu uratowane dzieci z całego świata.